# عملية الفارس الشهم 2
عملية الفارس الشهم 2 هي عملية إغاثة إنسانية أطلقتها دولة الإمارات العربية المتحدة في 6 فبراير 2023 استجابةً للزلزال المدمر الذي ضرب جنوب تركيا وشمال سوريا. وجاءت الحملة بتوجيهات الشيخ محمد بن زايد آل نهيان، رئيس دولة الإمارات العربية المتحدة، حيث استمرت لمدة خمسة أشهر وأسفرت عن تقديم دعم واسع النطاق شمل عمليات البحث والإنقاذ، إغاثة المتضررين، تقديم مساعدات إنسانية، وإعادة إعمار المناطق المتأثرة.

## الخلفية والأسباب
في 6 فبراير 2023، وقع زلزال عنيف بقوة 7.8 درجات على مقياس ريختر ضرب مناطق واسعة في تركيا و سوريا، مما أسفر عن آلاف القتلى والمصابين، إضافة إلى دمار كبير في البنية التحتية والمباني السكنية. استجابةً لهذا الحدث الكارثي، أطلقت الإمارات حملة إغاثية تحت اسم "الفارس الشهم 2" بقيادة قيادة العمليات المشتركة في وزارة الدفاع الإماراتية .

## المساعدات المقدمة

### الجسر الجوي والبحري
- الجسر الجوي: تم تسيير 260 رحلة جوية نقلت 6912 طنًا من المواد الإغاثية، التي تضمنت الخيام، الأغذية الأساسية، الأدوية، والمستلزمات الطبية.
- الشحن البحري: أُرسلت 4 سفن شحن تحمل 8252 طنًا من مواد الإغاثة، بما في ذلك مستلزمات إعادة الإعمار والمساعدات الإنسانية.[2]

### فرق البحث والإنقاذ
- تم إنقاذ عشرات الأشخاص من تحت الأنقاض عبر فرق البحث والإنقاذ الإماراتية.[3]
- إنشاء مستشفى ميداني متكامل في تركيا لعلاج 13,500 مصاب، حيث تم تجهيز المستشفى بأحدث المعدات الطبية لتقديم الرعاية الطارئة.

### مشاريع الإسكان وإعادة الإعمار
- المشروع الأول: بناء 1000 وحدة سكنية لإيواء الأسر المتضررة في سوريا.[4]
- المشروع الثاني: يضم 500 وحدة سكنية إلى جانب عيادة طبية، مسجد، ومجمع تجاري.[5]

### الدعم المالي والمساعدات النقدية
- 100 مليون دولار: أمر الشيخ محمد بن زايد آل نهيان بتقديمها للمساعدات الإنسانية، موزعة كالتالي:
  - 50 مليون دولار لدعم الشعب السوري.
  - 50 مليون دولار لدعم المتضررين في تركيا.
- 50 مليون درهم: تبرع إضافي من الشيخ محمد بن راشد آل مكتوم لدعم الشعب السوري، شملت مساعدات غذائية وطبية عاجلة.[6]
- أُطلقت حملة "جسور الخير" من قبل الهلال الأحمر الإماراتي، بالتنسيق مع جهات مختصة في الدولة، لجمع التبرعات النقدية والعينية لدعم المتضررين من الزلزال في سوريا وتركيا.[7][8]

## استمرار العمليات وتسليم المهام
في 13 يوليو 2023، أعلنت قيادة العمليات المشتركة في وزارة الدفاع الإماراتية انتهاء عملية الفارس الشهم 2 رسميًا بعد خمسة أشهر من العمل المتواصل. ومع ذلك، استمرت المساعدات من خلال هيئة الهلال الأحمر الإماراتي، التي تولت إدارة المشاريع الإنسانية واستكمال تنفيذ مشاريع إعادة الإعمار، بما في ذلك تقديم المواد الغذائية والمستلزمات الطبية، إلى جانب الدعم النفسي والاجتماعي للمتضررين.

## انظر ايضا
زلزال تركيا و سوريا 2023
الهلال الأحمر الإماراتي